# Acidez
 (décembre 2021).
Acidez est un groupe de punk hardcore mexicain, originaire de Guadalajara (État de Jalisco).

## Biographie
Le groupe se forme en 2003 et enregistre un premier EP démo en 2004. En 2008, le label mexicain BamBam Records publie son premier album studio intitulé No hay futuro, qui y a été réédité en 2015. Le chanteur KarlOi! quitte la formation avant la sortie du deuxième album Don't Ask for Permission en 2011, qui a également été publié par des labels d'autres pays. Sur le split Deadly Dose / Dosis Mortal de 2010, il chantait encore en tant que leader d'Acidez.
Deux autres albums suivent en 2014 et 2016. D'après une interview de 2015 du site Away from Life (AFL), « nous avons quelques emplois. Tupa travaille dans un centre d'appel, Soti a un magasin de bière, Näuj est illustrateur et graphiste et Rodo travaille occasionnellement dans la rue comme mascotte en enfilant un costume quelconque ».
En dehors du continent américain, Acidez s'est également produit en Europe et en Asie,, participe en Allemagne au Ruhrpott Rodeo en 2017 et donne des concerts dans le cadre d'une tournée européenne dans plusieurs clubs allemands en 2018, par exemple au SO36 (Berlin), au Juwel (Gotha), au Project 31 (Nuremberg), et au Kopernikus (Hanovre).
La mascotte en forme de squelette utilisée par le groupe a été conçue par le batteur Näuj et porte le nom de NAROTUSO, qui se compose des deux premières lettres respectives des quatre pseudonymes des musiciens.

## Discographie

### Albums studio
- 1998 : No hay futuro (BamBam Records)
- 2010 : Deadly Dose / Dosis Mortal (split avec The Angst, Stress Attack Records)
- 2011 : Don’t Ask for Permission (BamBam Records, Voltage Records (2012), Unrest Records, Chaina Records)
- 2014 : Beer Drinkers Survivors (BamBam Records, Voltage Records, Unrest Records, PoGohai Records)
- 2016 : Welcome to the 3D Era (BamBam Records, Voltage Records)

### EP et singles
- 2006 : En Las Calles (autoproduit)
- 2014 : Nación de metaleros / Forajidos del Rock ’n’ Roll (split avec Malignant Tumour, Unrest Records)
- 2017 : Revolution Has No Borders (split avec Total Chaos, BamBam Records, SOS Chaos Entertainment)